# Love's Messenger
Love's Messenger è un cortometraggio muto del 1912 diretto da Dell Henderson.

## Produzione
Il film fu prodotto dalla Biograph Company.

## Distribuzione
Distribuito dalla General Film Company, il film - un cortometraggio di 150 metri - uscì nelle sale cinematografiche USA il 16 settembre 1912.
Non si conoscono copie ancora esistenti della pellicola che viene considerata presumibilmente perduta.